# 拉贾·查里
拉贾·乔恩·武普托·查里（英語：Raja Jon Vurputoor Chari，1977年6月24日—），是一位美国NASA宇航员，2017年6月入选NASA第二十二组宇航员。曾执行过SpaceX載人3號 (远征66/67)任务。

## NASA事业
2017年，查里被选为NASA第二十二组宇航员的成员，并开始为期两年的培训。
2020年12月，查里被选为SpaceX載人3號的指令长。查里是自1973年杰拉德·卡尔指挥天空實驗室4號任务以来，第一个指挥太空飞行的NASA新人宇航员。